# Jim-Crow-Gesetze

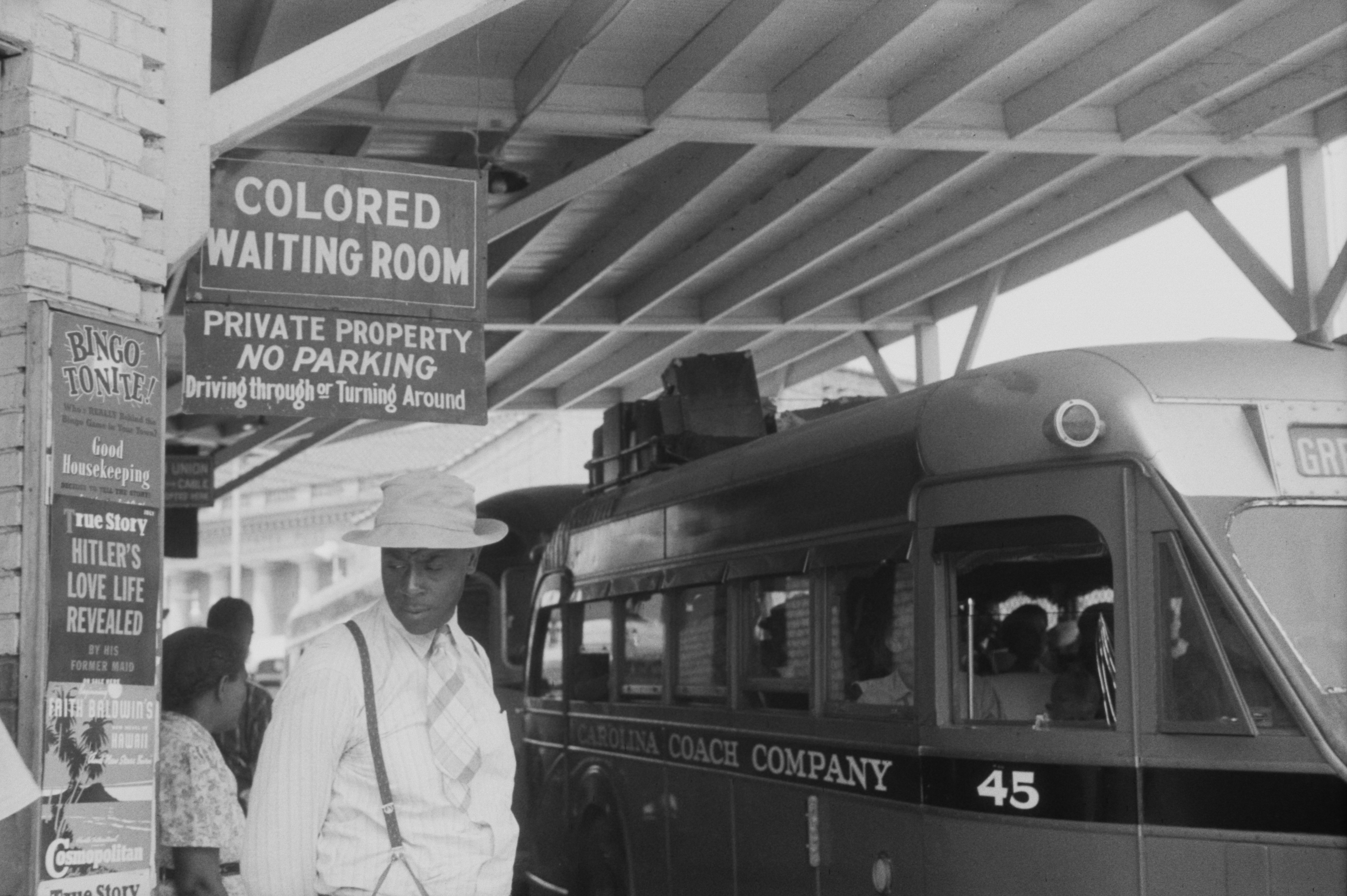
Separierter Wartebereich für Afroamerikaner in Durham, North Carolina zur Zeit der Rassentrennung (1940)

Als Jim-Crow-Gesetze (englisch Jim Crow laws) wird eine Reihe von Gesetzen bezeichnet, die in der Zeit zwischen der Abschaffung der Sklaverei in den Vereinigten Staaten 1865 und dem Ende der Rassentrennung nach Inkrafttreten des Civil Rights Acts und des Voting Rights Acts Mitte der 1960er Jahre hauptsächlich in den Südstaaten in Kraft waren.

## Ziele
Ziel der von weißen Südstaaten-Demokraten initiierten Gesetze im Solid South war es, der schwarzen Bevölkerung ihre in der Reconstruction erlangten Rechte sowie die ökonomischen und politischen Errungenschaften zu nehmen. Benannt sind die Gesetze nach der von Thomas D. Rice erfundenen Figur des Jim Crow, eines stereotypen tanzenden, singenden Schwarzen.
Kern der Gesetze war die Rassentrennung (racial segregation) in allen öffentlichen Einrichtungen, darunter insbesondere auch im Bildungssystem und öffentlichen Personennah- und -fernverkehr. Der Supreme Court entschied 1896 im Fall Plessy v. Ferguson, dass dies zulässig sei, solange der Grundsatz separate but equal ‚getrennt aber gleich‘ gewahrt bleibe. In der Praxis waren die der schwarzen Bevölkerung zugänglichen Einrichtungen jedoch deutlich schlechter und unterfinanziert.
Im Mai 1954 wurde durch die Supreme-Court-Entscheidung im Fall Brown v. Board of Education die Rassentrennung im Bildungssystem für verfassungswidrig erklärt. Die Umsetzung dieser Entscheidung erfolgte nur langsam. Mit dem Civil Rights Act von 1964 und dem Voting Rights Act von 1965 verloren die Jim-Crow-Gesetze ihre Grundlage.
Es werden Gesetze in den nördlichen Bundesstaaten ebenfalls zu den Jim-Crow-Gesetzen gezählt, z. B. verbot Oregon 1862 die Mischehe und änderte dieses Gesetz 1867.

## Bundesstaaten mit Jim-Crow-Gesetzen
- Alabama[3]
- Arizona[3]
- Arkansas[4]
- Colorado[5]
- Connecticut[5]
- Delaware
- Florida[6]
- Georgia
- Idaho[7]
- Illinois
- Indiana[8]
- Kalifornien[9]
- Kansas
- Kentucky
- Louisiana
- Maryland
- Massachusetts
- Mississippi
- Missouri
- Montana[10][11]
- Nebraska
- Nevada[12]
- New Mexico[13]
- North Carolina
- North Dakota
- Ohio[14]
- Oklahoma[15]
- Oregon
- Pennsylvania
- Rhode Island
- South Carolina
- South Dakota
- Tennessee[16]
- Texas
- Utah
- Virginia
- Washington State
- West Virginia
- Wyoming

## Bundesstaaten ohne Jim-Crow-Gesetze
- Alaska
- Hawaii
- Iowa
- Maine
- Michigan
- Minnesota
- New Hampshire
- New Jersey
- New York
- Vermont
- Wisconsin